# 키부호

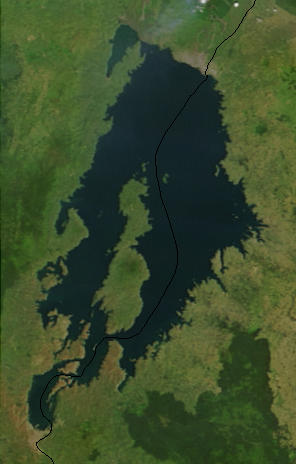
키부 호의 위성사진

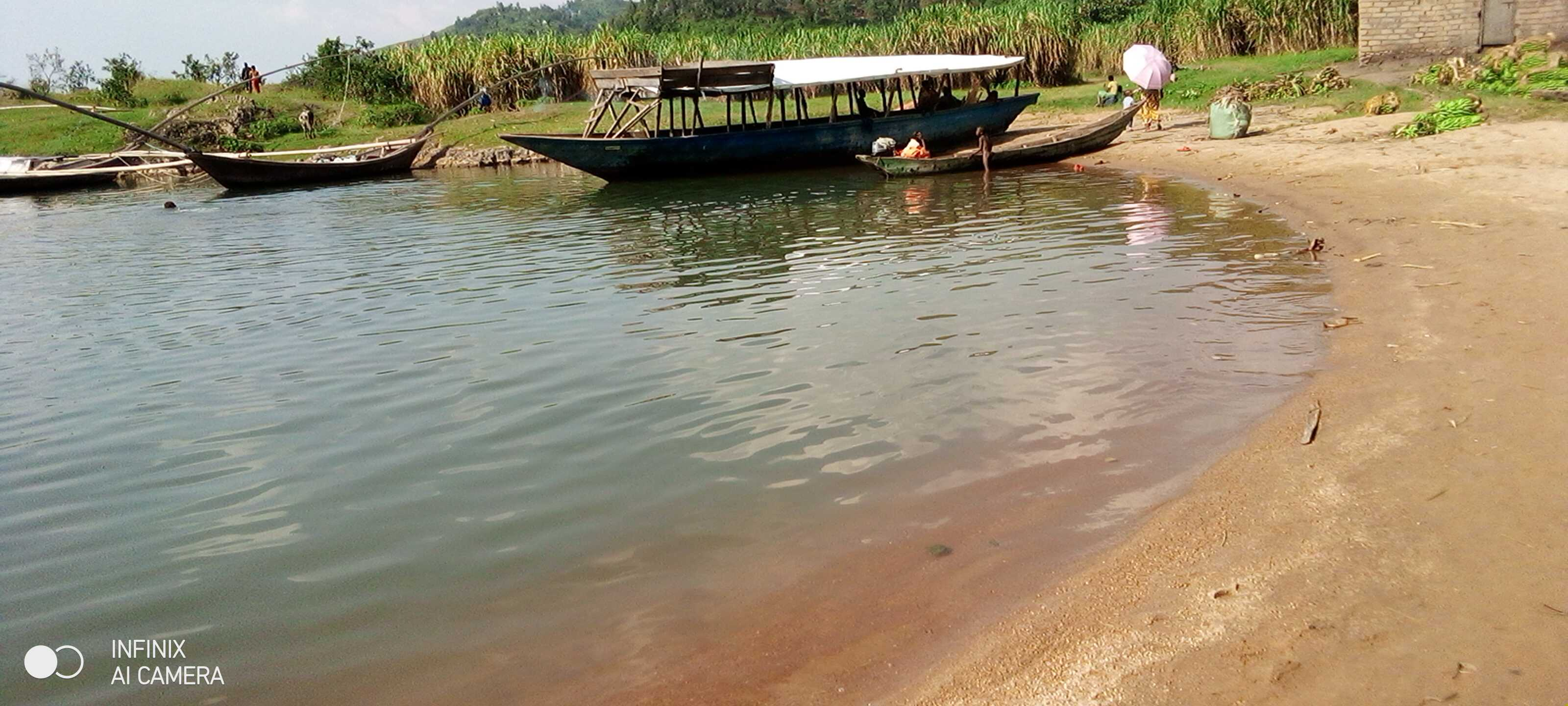
키부호

키부 호(Lake Kivu)는 아프리카의 호수 중 하나이다. 이 호수는 동아프리카 지구대 상에 위치해 있으며 콩고민주공화국과 르완다의 경계를 이룬다. 키부 호는 루이지강으로 흘러드는데, 루지지 강은 탕가니카호 남부로 흘러든다.

## 지리
해발 1,460m에 있는 이 호수로 면적 2,700km2, 남북길이 90km, 동서너비 48km, 평균수심 220m, 최대수심 475m이다. 호안은 들쭉날쭉하며, 호수 내에는 세계에서 10번째로 큰 내륙섬인 이드지위(Idjwi)섬을 비롯해 많은 섬이 있다.
한때 골짜기 구조 전체를 메운 큰 호수의 일부였으나 이 호수의 북안을 따라 화산들이 폭발하여 둔덕이 생기는 바람에 에드워드호와 분리되었다. 키부 호는 이전의 북쪽 출구로 물이 빠져나갈 수 없게 되었고, 남쪽의 루지지 강으로 그 출구를 바꾸어 이보다 687m 낮은 탕가니카 호로 흘러들어가게 되었다.
1958년에는 호수 출구에 무루루 수력발전소가 건설되었다. 호수 주변은 인구밀집지역이며, 주요도시로는 남쪽의 부카부(증기선으로 북쪽의 고마와 연결됨)와 르완다의 기세니이(키세니이)가 있다. 물고기를 방생하고 있음에도 불구하고 호수의 동물군은 풍부하지 않다. 화산물질은 풍부하며, 깊은 수층에는 에너지원(源)으로 개발할 수 있는 막대한 양의 메탄 가스가 녹아 있다.

## 역사
1894년 독일인 아돌프 폰 괴첸(Adolf von Götzen)이 이 호수를 처음으로 발견했다. 그 이후 키부 호는 후투족과 투치족간 인종 갈등의 장이 되었고, 르완다 학살 당시 많은 희생자들이 이 호수에 묻혔다고 전해진다.